# 馬瑟韋島
66°26′S 110°31′E / 66.433°S 110.517°E
馬瑟韋島（英語：Motherway Island）是南極洲的島嶼，位於威爾克斯地，處於彼得森島以北0.4公里，屬於風車群島的一部分，根據美國海軍拍攝空中照片繪入地圖，現時由南極條約體系管理。